# Massey-Harris 744D

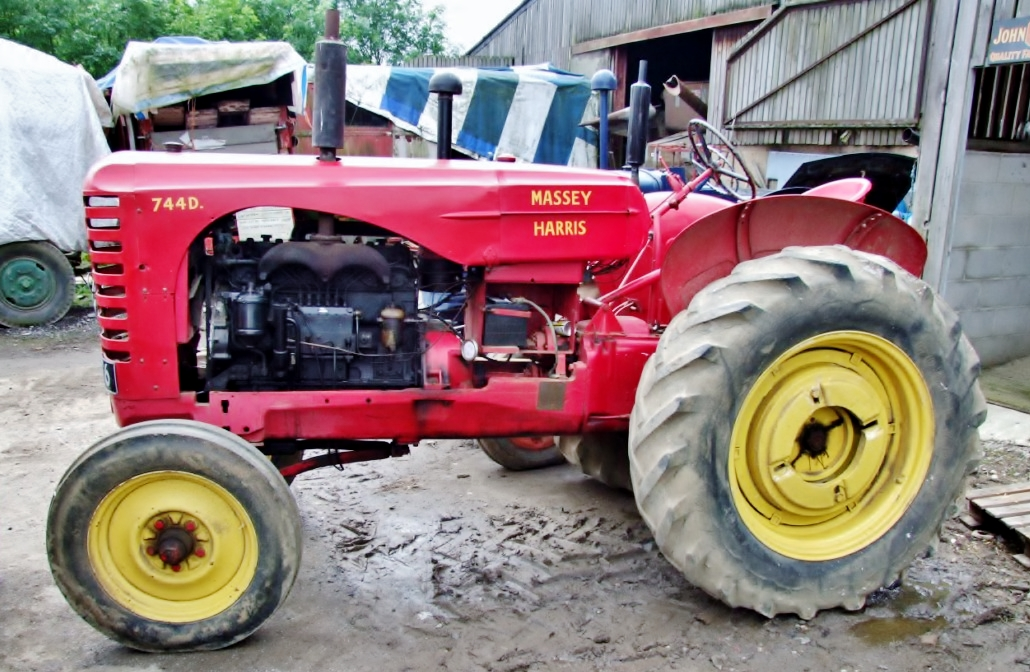
Massey Harris 744D

Massey-Harris 744D è un trattore agricolo costruito tra il 1948 e il 1958. Era dotato di un motore diesel Perkins a 6 cilindri di 4730 cm3 e 45 CV di potenza. 
Ne furono prodotti circa 28.000 esemplari. Pesa 2350 kg e riusciva a raggiungere una velocità di 23 km/h.
Il Massey Harris 744 D è alimentato da un'unità fornita da Perkins. Si tratta di un motore diesel in linea a sei cilindri (88,9 mm di alesaggio, 127 mm di corsa) con una cilindrata totale di 4700 cm3. Questo collaudato motore sviluppa una potenza massima di 46 CV DIN a 1.300 giri/min.
Il trattore era dotato di serie di passaruota anteriori in ghisa montati direttamente sui cuscinetti, senza possibilità di smontaggio per il cambio degli pneumatici. Erano disponibili diverse opzioni, come le ruote anteriori gemellate, i dischi ruota in lamiera rimovibili, le ruote interamente in metallo per far fronte alla carenza di pneumatici negli anni successivi alla Seconda Guerra Mondiale e persino una versione semicingolata, che era ben accetta in alcuni terreni argillosi e torbosi dell'Inghilterra.